# Венгжин, Кшиштоф
Кшиштоф Венгжин (пол. Krzysztof Węgrzyn; род. 21 сентября 1953, Гданьск) — польский скрипач и музыкальный педагог.
Окончил Варшавскую музыкальную академию по классу Зенона Бжевского, затем учился во Фрайбурге у Вольфганга Маршнера и в Лондоне у Ифры Нимана. Среди выигранных Венгжином конкурсов — Международный конкурс имени Шимановского в Варшаве (1977).
В репертуаре Венгжина видное место занимает музыка XX века — сочинения Витольда Лютославского, Кшиштофа Пендерецкого, Луиджи Ноно, Дьёрдя Лигети, Арво Пярта, Альфреда Шнитке. Наряду с сольной карьерой Венгжин много выступает в ансамбле и, в частности, был одним из основателей Нового Варшавского фортепианного квинтета.
На протяжении многих лет Венгжин преподаёт в Ганноверской Высшей школе музыки. В 1991 г. он основал в Ганновере Международный конкурс скрипачей имени Йозефа Иоахима и является его бессменным художественным руководителем. В 2004 г. удостоен Музыкальной премии Нижней Саксонии.